# Histoire de l'Arizona pendant la Seconde Guerre mondiale
L'histoire de l'Arizona pendant la Seconde Guerre mondiale commence en 1940, lorsque le gouvernement des États-Unis commence à construire des bases militaires dans l'État en prévision de la guerre. La contribution de l'Arizona à l'effort de guerre des Alliés était importante à la fois en termes de main-d'œuvre et d'installations soutenues dans l'État. Des camps de prisonniers de guerre étaient organisés au Camp Florence et à Papago Park (en), et un camp d'internement existait pour loger les Japonais-Américains, pour la plupart des citoyens, qui avaient été déportés de force de la côte ouest.
Les années de guerre ont fourni une grande stimulation économique, à la fois en raison du nombre de troupes dans les camps de l'État, de l'augmentation de la demande et de l'expansion de la demande en temps de guerre pour des matériaux tels que le cuivre et d'autres métaux. Les industries se sont développées, contribuant à la reprise de l'État après la Grande Dépression.

## Hispaniques
Pendant la guerre, les organisations communautaires américano-mexicaines ont encouragé les efforts visant à soutenir les troupes américaines à l'étranger. Ils ont travaillé à la fois pour soutenir matériellement l'effort de guerre et pour apporter un soutien moral aux jeunes hommes américains combattant la guerre, en particulier leurs jeunes hommes mexicains-américains issus des communautés locales. Certains projets communautaires étaient coopératifs entre les communautés anglo et hispanique, mais la plupart étaient localisés au sein de la communauté mexicano-américaine. Les femmes mexicaines-américaines se sont également organisées pour aider leurs militaires et l'effort de guerre ; un objectif sous-jacent de l'Association hispano-américaine des mères et des épouses de Tucson était le renforcement du rôle de la femme dans la culture hispano-mexicaine. Les membres ont collecté des milliers de dollars, écrit des lettres et participé à de nombreuses célébrations de leur culture et de leur soutien aux militaires mexicains-américains. L'adhésion a atteint plus de 300 pendant la guerre. L'organisation a cessé les opérations en 1976.

## Pertes
| Comté              | Tué au combat | Mort de blessures | Mort de maladie | Décès non liés aux combats | Mort inconnue | Porté disparu | Total |
| ------------------ | ------------- | ----------------- | --------------- | -------------------------- | ------------- | ------------- | ----- |
| Apache             | 27            | 3                 |                 | 20                         | 1             |               | 51    |
| Cochise            | 68            | 8                 |                 | 24                         | 10            | 1             | 111   |
| Coconino           | 31            |                   |                 | 14                         | 4             |               | 49    |
| Gila               | 47            | 12                |                 | 21                         | 7             |               | 87    |
| Graham             | 31            | 4                 |                 | 12                         | 1             | 1             | 49    |
| Greenlee           | 18            | 4                 |                 | 6                          | 2             | 1             | 31    |
| Maricopa           | 277           | 35                |                 | 161                        | 40            | 1             | 514   |
| Mohave             | 9             | 2                 |                 | 9                          | 2             |               | 22    |
| Navajo             | 36            | 5                 |                 | 17                         | 6             |               | 64    |
| Pima               | 145           | 13                | 1               | 67                         | 12            | 1             | 239   |
| Pinal              | 66            | 15                |                 | 32                         | 2             |               | 115   |
| Santa Cruz         | 28            | 1                 |                 | 13                         | 1             |               | 43    |
| Yavapai            | 47            | 4                 |                 | 22                         | 7             |               | 80    |
| Yuma               | 55            | 6                 | 1               | 13                         | 5             |               | 80    |
| État au sens large | 31            | 3                 |                 | 33                         | 8             | 3             | 78    |
| Total              | 916           | 115               | 2               | 464                        | 108           | 8             | 1613  |

| Type                               | Total |
| ---------------------------------- | ----- |
| Tué au combat                      | 27    |
| Mort dans les camps de prisonniers | 11    |
| Porté disparu                      | 17    |
| Blessé au combat                   | 41    |
| Libéré des camps de prisonniers    | 17    |
| Total                              | 113   |

## Camps de prisonniers de guerre
Le camp Florence de l'Arizona, sur la réserve militaire de Florence, a été le premier camp de prisonniers de guerre permanent construit pendant la Seconde Guerre mondiale. La construction a commencé en 1942 pour abriter 3 000 internés, avec une capacité d'extension à 6 000. Le budget de construction initial était de 4,8 millions de dollars.

## Galerie de photos

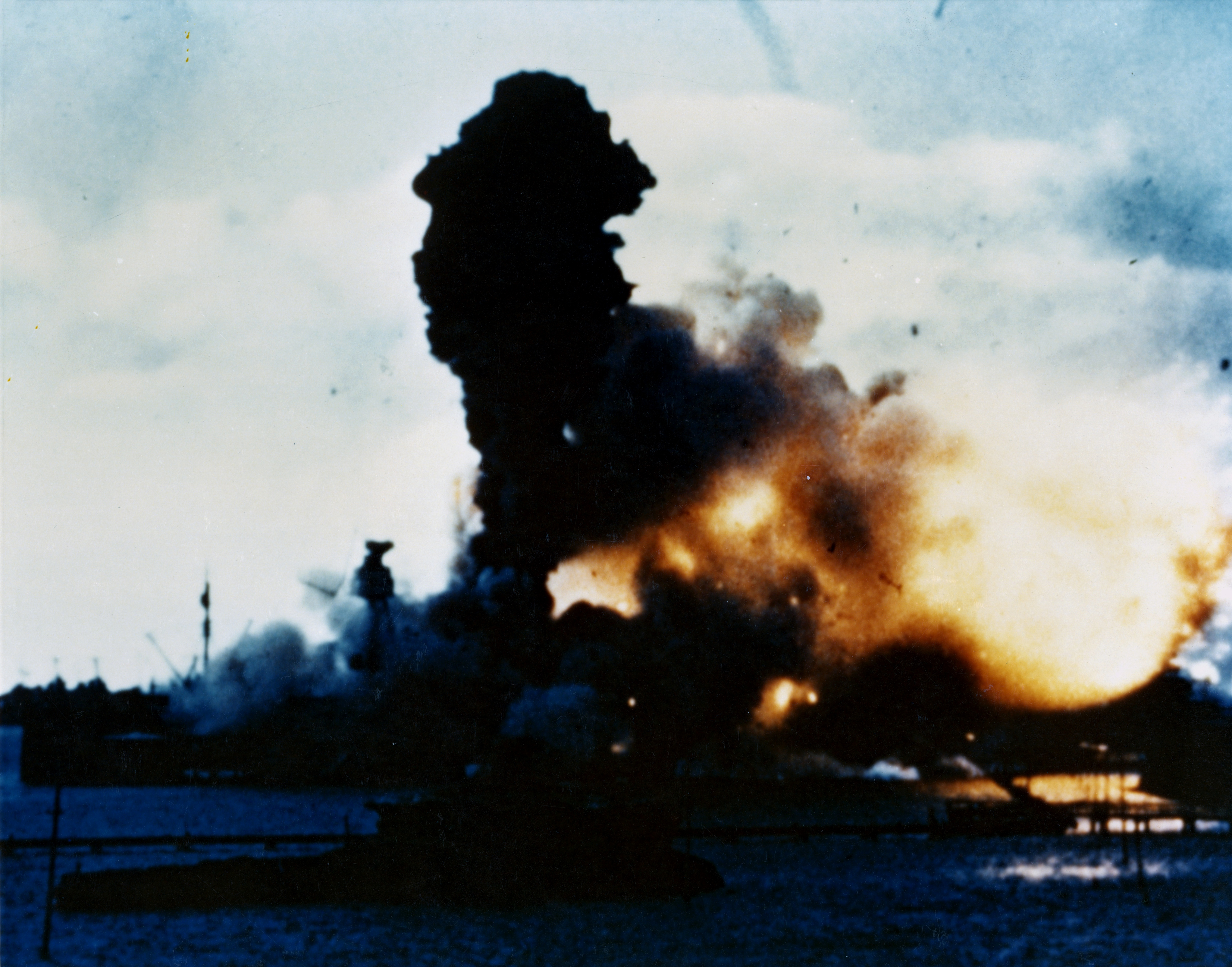
Huit Arizoniens ont été tués à bord de l'USS Arizona lors de l'attaque de Pearl Harbor.
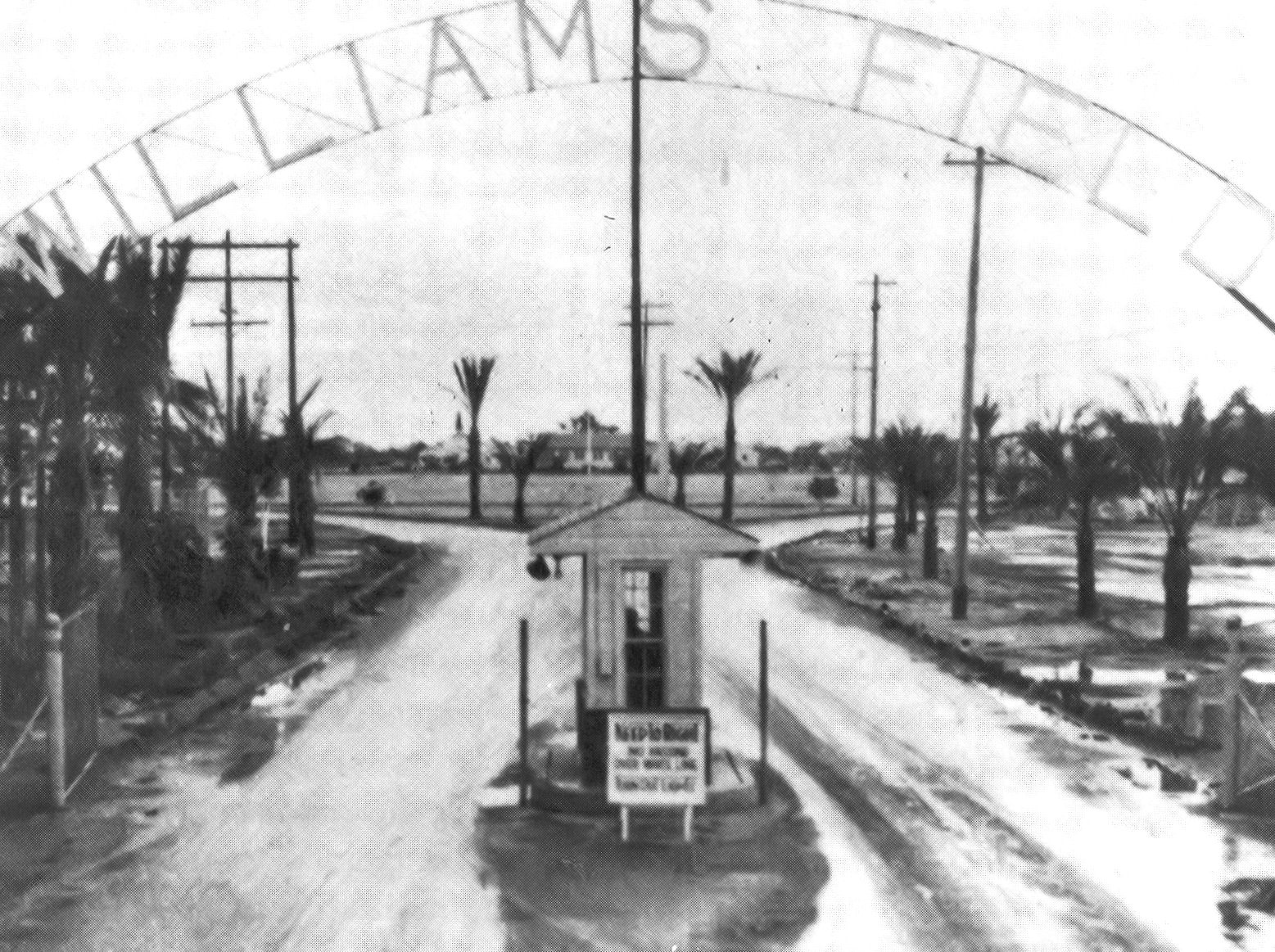
L'entrée du camp de Williams Field en 1942.
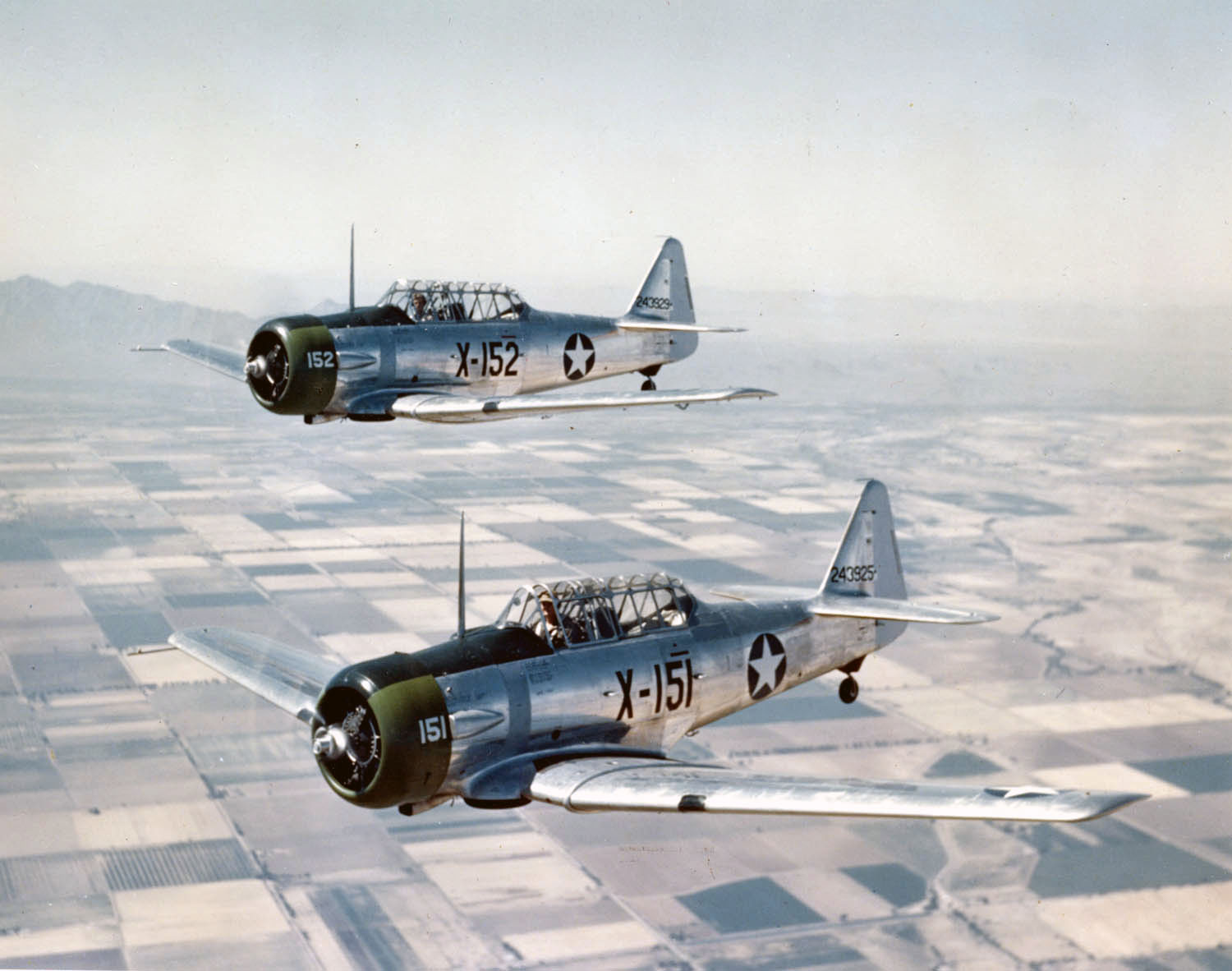
Deux North American T-6 Texan en vol près de Luke Field en 1943.
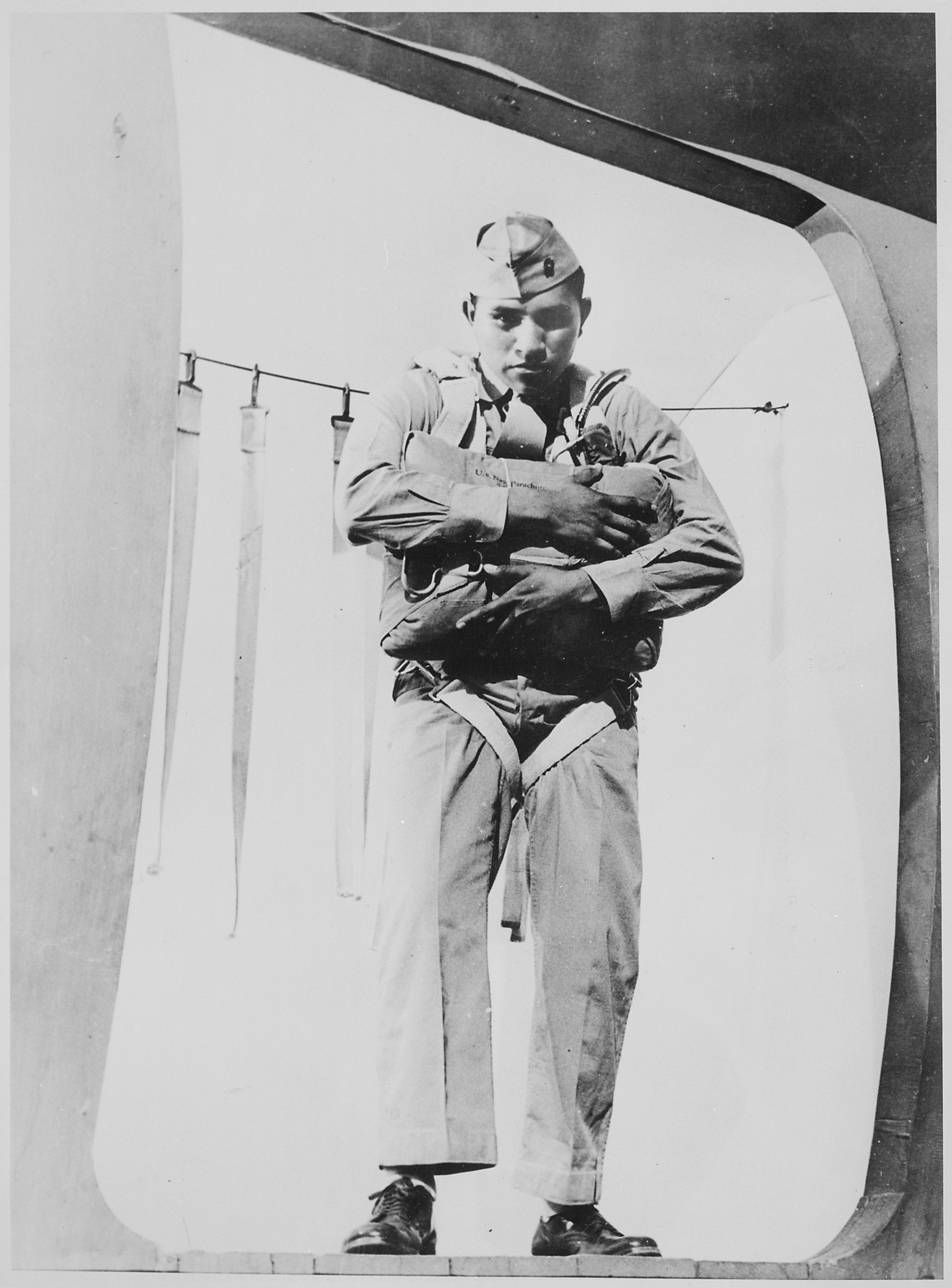
Ira Hayes, originaire d'Arizona, se préparant à sauter en parachute en 1943. Il a combattu dans de nombreux engagements dans le Pacifique Sud avant de devenir célèbre pour avoir hissé le drapeau américain sur le mont Suribachi lors de la bataille d'Iwo Jima.
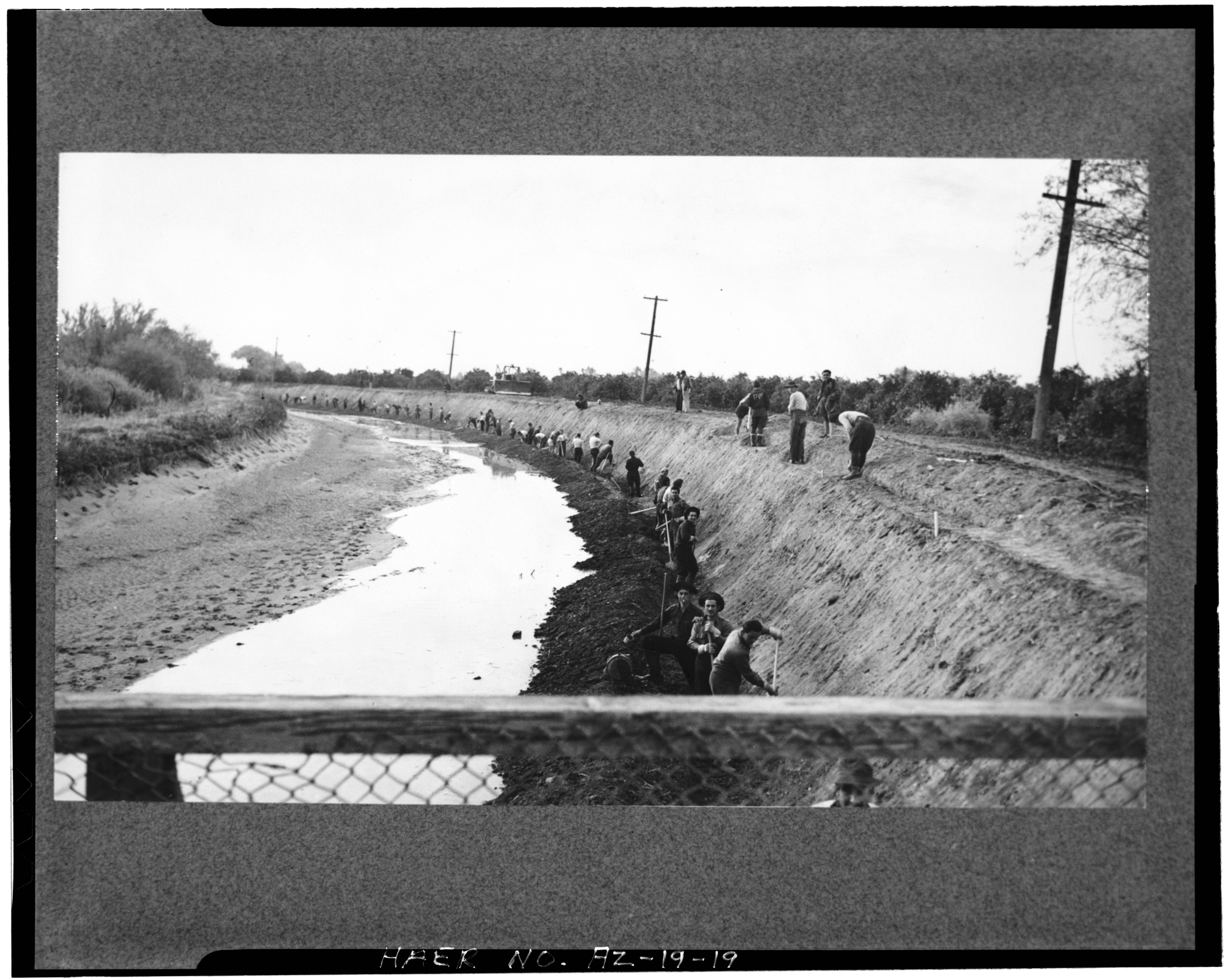
Prisonniers de guerre italiens travaillant sur le canal de l'Arizona en 1943.
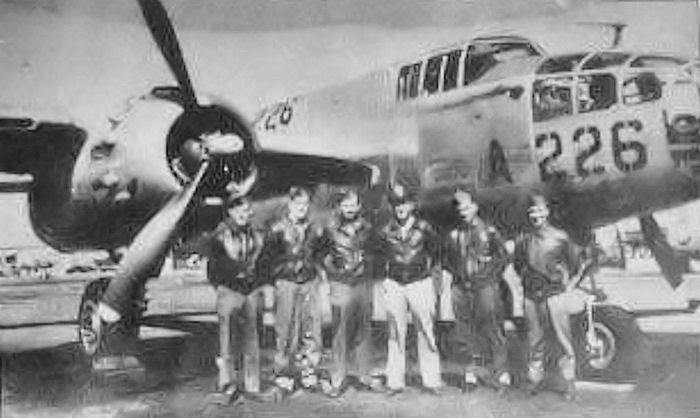
Membres d'équipage du North American B-25 Mitchell à l'aéroport international de Bisbee Douglas en 1944.
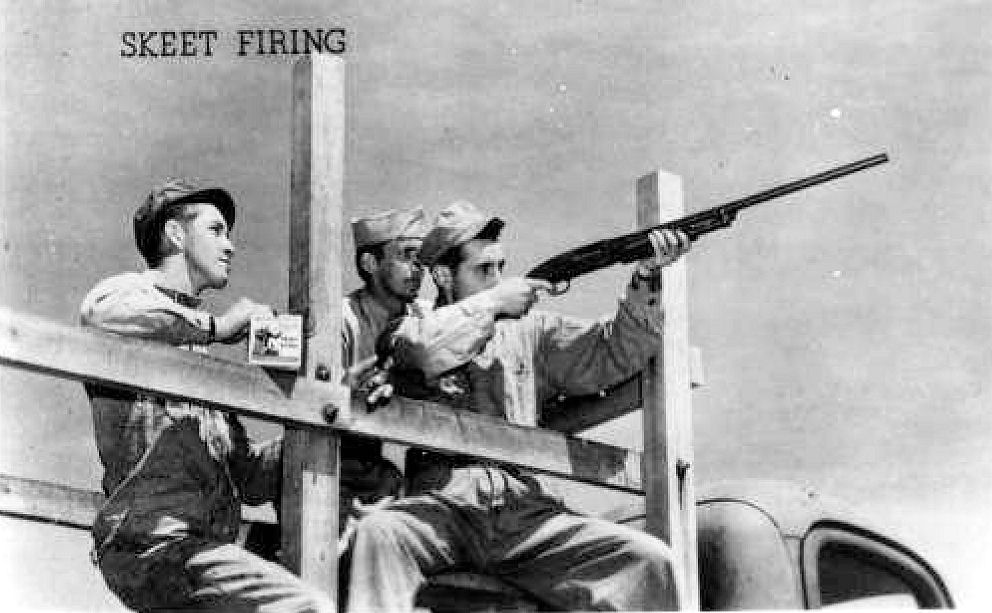
Ball-trap à l'aéroport de Kingman en 1944.
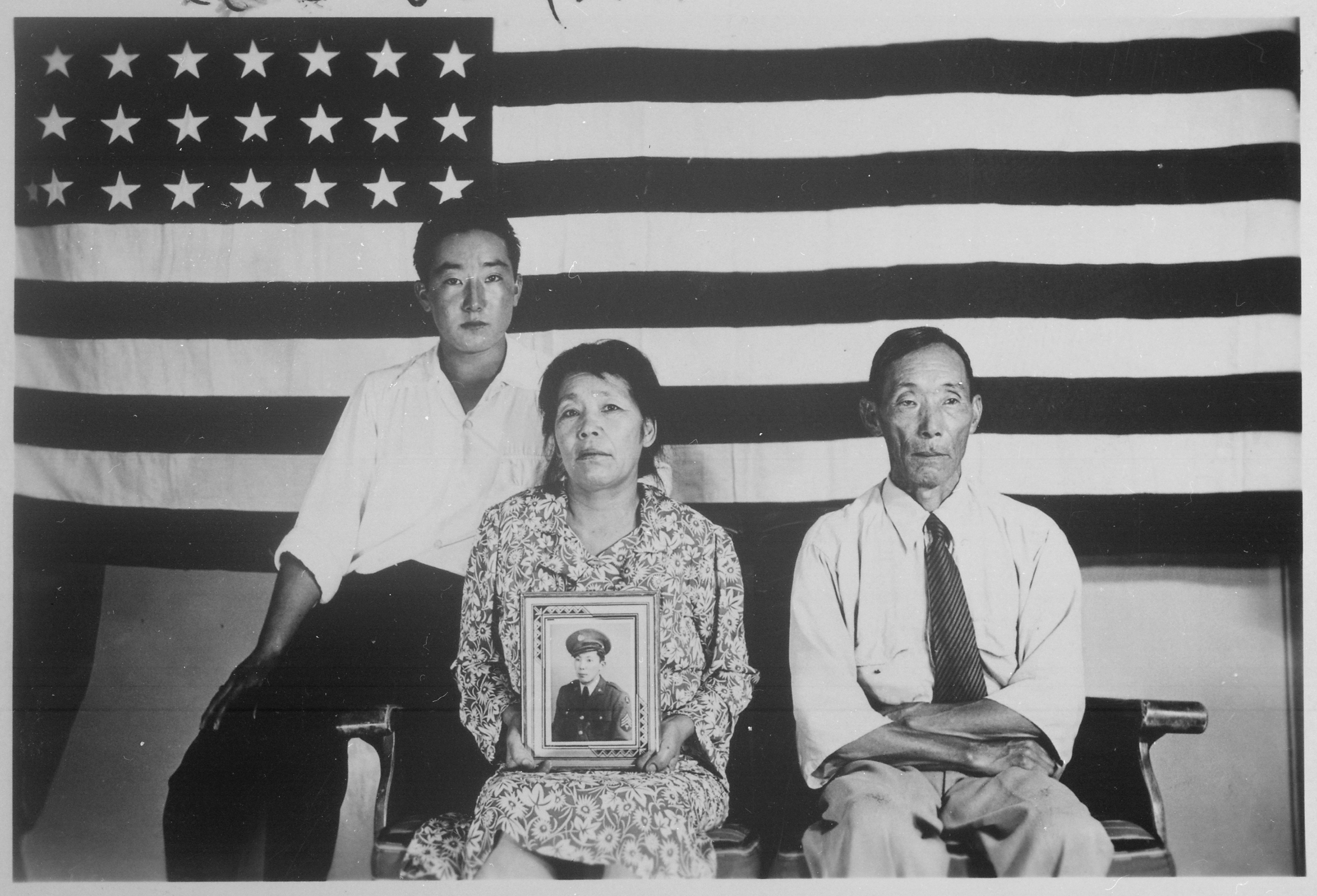
La famille Hirano d'origine japonaise expatriée en Californie faisait partie des milliers d'internés au Poston War Relocation Center de 1942 à 1945.